# Gunung Rayakayee
Gunung Rayakayee är ett berg i Indonesien.   Det ligger i provinsen Aceh, i den västra delen av landet, 1 700 km nordväst om huvudstaden Jakarta. Toppen på Gunung Rayakayee är 1 006 meter över havet.
Terrängen runt Gunung Rayakayee är huvudsakligen kuperad.Runt Gunung Rayakayee är det mycket glesbefolkat, med 3 invånare per kvadratkilometer. I omgivningarna runt Gunung Rayakayee växer i huvudsak städsegrön lövskog.